# Pecan Grove, Texas
Pecan Grove là một nơi ấn định cho điều tra dân số (CDP) thuộc quận Fort Bend, tiểu bang Texas, Hoa Kỳ. Năm 2010, dân số của nơi này là 15963 người.

## Dân số
- Dân số năm 2000: 13551 người.
- Dân số năm 2010: 15963 người.